# Michał Michalski (1846–1907)

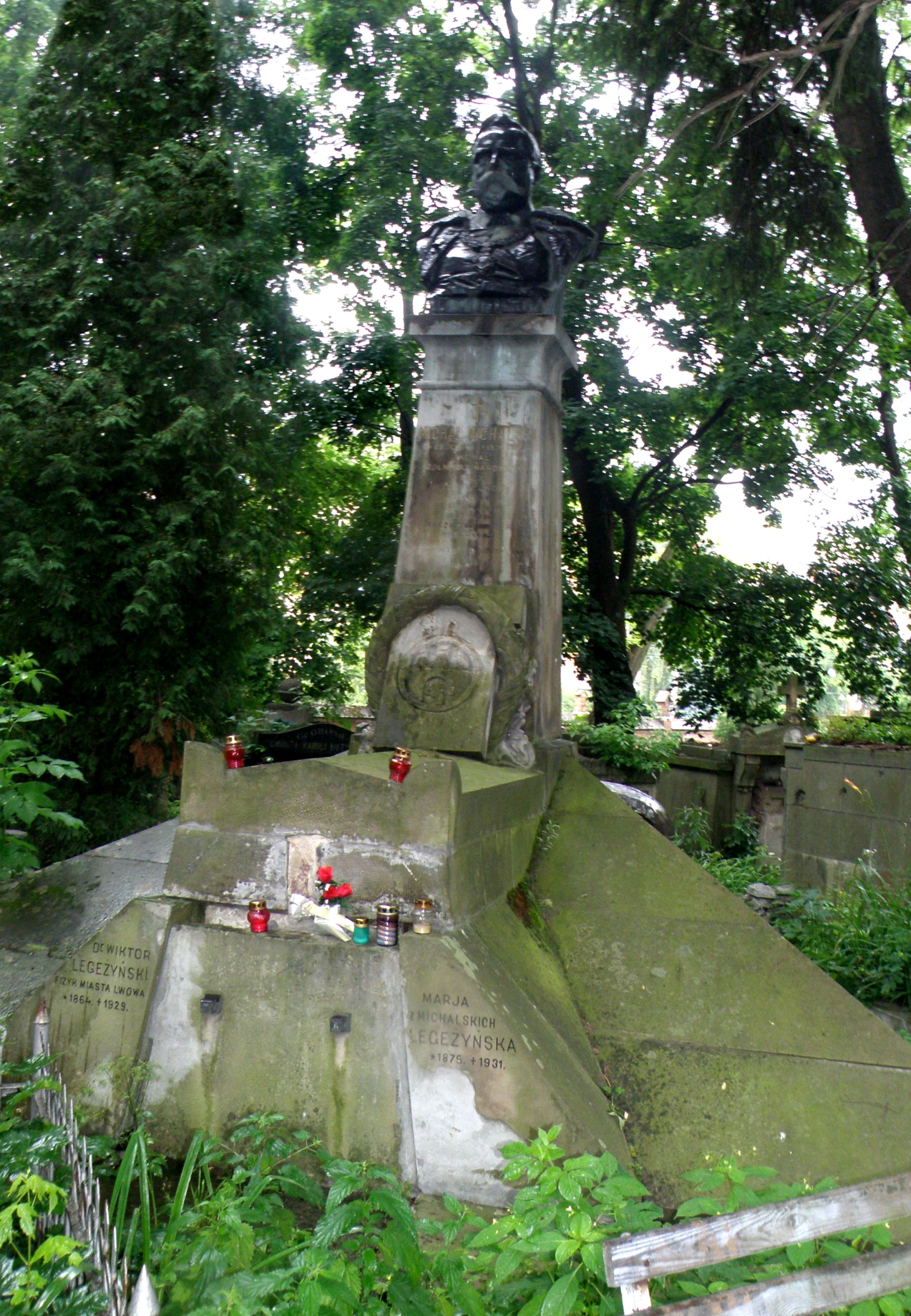
Grób Michała Michalskiego na Cmentarzu Łyczakowskim we Lwowie (rzeźba Tadeusz Błotnicki)

Michał Michalski (ur. 29 września 1846 we Lwowie, zm. 13 kwietnia 1907 we Lwowie) – polski rzemieślnik, uczestnik powstania styczniowego, prezydent Lwowa.

## Życiorys
Michał Michalski był synem rzemieślnika. Po ukończeniu szkoły ludowej, terminował w zakładach kowalskich. Po wybuchu powstania styczniowego zaciągnął się do oddziału W. Komorowskiego i walczył jako szeregowiec żuawów śmierci. Wziął udział w bitwie pod Poryckiem na Wołyniu (2-3 listopada 1863). Po wycofaniu się oddziału do Galicji, był krótko więziony. Po odzyskaniu wolności powrócił do zawodu. W 1873 otworzył jako mistrz kowalski własny zakład, który w 1879 przekształcił w fabrykę powozów.
W 1878 uzyskał obywatelstwo miejskie a w 1880 został wybrany do Rady Miejskiej Lwowa. Od 4 kwietnia 1889 był pierwszym delegatem Rady Miejskiej (drugim wiceprezesem), a od 1895 był wiceprezydentem Lwowa. Po ustąpieniu Godzimira Małachowskiego 7 lipca 1905 roku został wybrany prezydentem miasta.
Był członkiem Polskiego Towarzystwa Gimnastycznego „Sokół”. Przez kilka lat był prezesem Towarzystwa Strzeleckiego. Był członkiem wielu towarzystw i organizacji gospodarczych m.in. Izby Handlowej i Przemysłowej we Lwowie, Krajowej Komisji Przemysłowej, Komitetu Cenzorów Banku Krajowego, Rady Administracyjnej Fundacji hr. Skarbka, Rady Nadzorczej Muzeum Przemysłowego.
Od 8 lipca 1889 do śmierci był posłem Lwowa do Sejmu Krajowego (VI kadencja 1889-1895, VII kadencja 1895-1901 i część VIII kadencji 1901-1907) jako przedstawiciel Polskiego Stronnictwa Demokratycznego.
W 1872 poślubił Michalinę Krykiewicz. Miał z nią jedną córkę, Marię Legeżyńską. Jego zięciem był Wiktor Legeżyński – lekarz.
Michał Michalski został pochowany wraz ze swoją córką i zięciem w rodzinnym grobowcu na Cmentarzu Łyczakowskim we Lwowie. Popiersie na jego grobie Tadeusz Błotnicki, a zostało odsłonięte 25 kwietnia 1909.

## Upamiętnienie
Na początku października 1909 roku w sali Towarzystwa Strzeleckiego odsłonięto popiersie Michała Michalskiego autorstwa Antoniego Popiela.